# هاليد الهيدروجين
هاليدات الهيدروجين في الكيمياء هي مركبات كيميائية ثنائية الذرة يرمز لها HX، وهي تتألف من شق مكون من بروتون +H وشق من أحد الهاليدات -X المشتقة من الهالوجينات: الفلور أو الكلور أو البروم أو اليود أو الأستاتين.
جميع هاليدات الهيدروجين هي غازات حمضية في الظروف القياسية من الضغط ودرجة الحرارة.
| المركب              | الصيغة الكيميائية | طول الرابطة               | تمثيل فراغي | عزم ثنائي القطب | الحمض الموافق في الطور المائي | قيمة ثابت الحمض الموافق |
| ------------------- | ----------------- | ------------------------- | ----------- | --------------- | ----------------------------- | ----------------------- |
| فلوريد الهيدروجين   | HF                |                           |             | 1.86            | حمض الهيدروفلوريك             | 3.1                     |
| كلوريد الهيدروجين   | HCl               |                           |             | 1.11            | حمض الهيدروكلوريك             | -3.9                    |
| بروميد الهيدروجين<  | HBr               |                           |             | 0.788           | حمض الهيدروبروميك             | -5.8                    |
| يوديد الهيدروجين<   | HI                |                           |             | 0.382           | حمض الهيدرويوديك              | -10.4                   |
| أستاتيد الهيدروجين< | HAt               |                           |             | −0.06           | حمض الهيدروأستاتيك            | ?                       |
| تينيسيد الهيدروجين  | HTs               | (مقدر بحوالي 197 بيكومتر) |             | −0.24 ?         | حمض الهيدروأستاتيك            | ?                       |